# Sean Scott (Beachvolleyballspieler)
Sean Scott (* 29. Juni 1973 in Kailua (Hawaii), USA) ist ein US-amerikanischer Beachvolleyballspieler.

## Karriere
Sean Scott begann 1989 als Fünfzehnjähriger mit dem Beachvolleyball. Er spielt seit 1997 auf der US-amerikanischen AVP Tour und seit 2001 international auf der FIVB World Tour. An der Seite von Stein Metzger spielte er 1997 sein erstes AVP-Turnier in Phoenix. Die folgenden vier Jahre hatte Scott diverse Spielpartner, bevor er 2001 mit Todd Rogers erstmals ein FIVB-Turnier in Vitória spielte und Neunter wurde. Rogers/Scott erreichten auf der WM 2003 in Rio de Janeiro lediglich Platz 33, konnten aber 2004/2005 vier AVP-Turniere gewinnen und hatten zahlreiche Top-Ten-Platzierungen bei der FIVB World Tour. 2006 spielte Scott mit Dax Holdren und 2007 mit Kevin Wong. Mit Matthew Fuerbringer landete Scott 2007 bei der WM in Gstaad auf Platz 17. 2008 war Nicholas Lucena sein Partner. Seit 2009 spielt Sean Scott mit John Hyden fast nur noch in den USA auf nationalen Turnieren.

## Privates
Sean Scott ist seit 2007 mit der US-amerikanischen Beachvolleyballspielerin Rachel Wacholder verheiratet. Seit 2009 haben sie einen Sohn.